# Eкстремум
Eкстремум (от латински: extremum – „краен“) в математиката е максималната или минималната стойност на функцията в дадено множество. Тази точка може да е бъде както локален екстремум, така и глобален екстремум.

## Определение
Ако е дадена функцията {\displaystyle f\colon M\subset \mathbb {R} \to \mathbb {R} }, за която {\displaystyle x_{0}\in M^{0}}, тогава:
- {\displaystyle x_{0}} се нарича точка на локален максимум на функцията {\displaystyle f,} ако съществува прекъсната част {\displaystyle {\dot {U}}(x_{0})} такава, че
{\displaystyle \forall x\in {\dot {U}}(x_{0}):f(x)\leqslant f(x_{0})\;;}
- {\displaystyle x_{0}}се нарича точка на локален минимум на функцията {\displaystyle f,} ако съществува прекъсната част {\displaystyle {\dot {U}}(x_{0})} такава, че
{\displaystyle \forall x\in {\dot {U}}(x_{0}):f(x)\geqslant f(x_{0})\;.}

## Определение за локален екстремум
Ако дефиниционното множество на една функция е интервал, обикновено той може да се раздели на подинтервали, във всеки от който функцията е растяща или намаляваща. Сега да разгледаме поведението на функцията в точка, разделяща два съседни интервала, в които тя от растяща става намаляваща и обратното. В първия подинтервал на снимката функцията намалява, в следващия расте и т.н. Точките, където функцията от растяща става намаляваща и обратното са екстремуми. В достатъчно малка околност на тези точки няма други стойности на функцията, които да са съответно по-малки (по-големи, в когато става въпрос за максимум, а не за минимум) от стойността на функцията в тази точка.

## Локален минимум
Функцията {\displaystyle f(x)} има локален минимум в точка {\displaystyle x=c} от дефиниционната си област, когато може да се намери достатъчно малка околност {\displaystyle (c-\varepsilon ;c+\varepsilon )}, с {\displaystyle \varepsilon >0} от дефиниционната област на {\displaystyle f}, в която няма стойноси на {\displaystyle f}, по-малки от {\displaystyle f(c)}, т.е. {\displaystyle f(x)\geqslant f(c)} за {\displaystyle x} принадлежащо на {\displaystyle (c-\varepsilon ;c+\varepsilon )}, с {\displaystyle \varepsilon >0}.

## Локален максимум
Функцията {\displaystyle f(x)} има локален максимум в точка {\displaystyle x=c} от дефиниционната си област, когато може да се намери достатъчно малка околност {\displaystyle (c-\varepsilon ;c+\varepsilon )}, с {\displaystyle \varepsilon >0} от дефиниционната област на {\displaystyle f}, в която няма стойности на {\displaystyle f}, по-големи от {\displaystyle f(c)}, т.е.
{\displaystyle f(x)\leqslant f(c)}
за {\displaystyle x} принадлежащо на {\displaystyle (c-\varepsilon ;c+\varepsilon )}, с {\displaystyle \varepsilon >0}.

## Необходимо условие за локален екстремум
Ако функцията {\displaystyle f(x)} има екстремум в дадена точка и е диференцируема в тази точка, първата ѝ производна в тази точка е равна на нула.

## Достатъчно условие за локален екстремум
Ако функцията {\displaystyle f(x)} е два пъти диференцируема в околност на точката {\displaystyle x=x_{0}}, при което {\displaystyle f'(x_{0})=0}, а {\displaystyle f''(x_{0})} е различно от {\displaystyle 0}, като {\displaystyle f''(x)} е непрекъсната в тази точка, функцията има екстремум в точката x = x0 – минимум, когато {\displaystyle f''(x_{0})>0} и максимум, когато {\displaystyle f''(x_{0})<0}.